# Arizéma

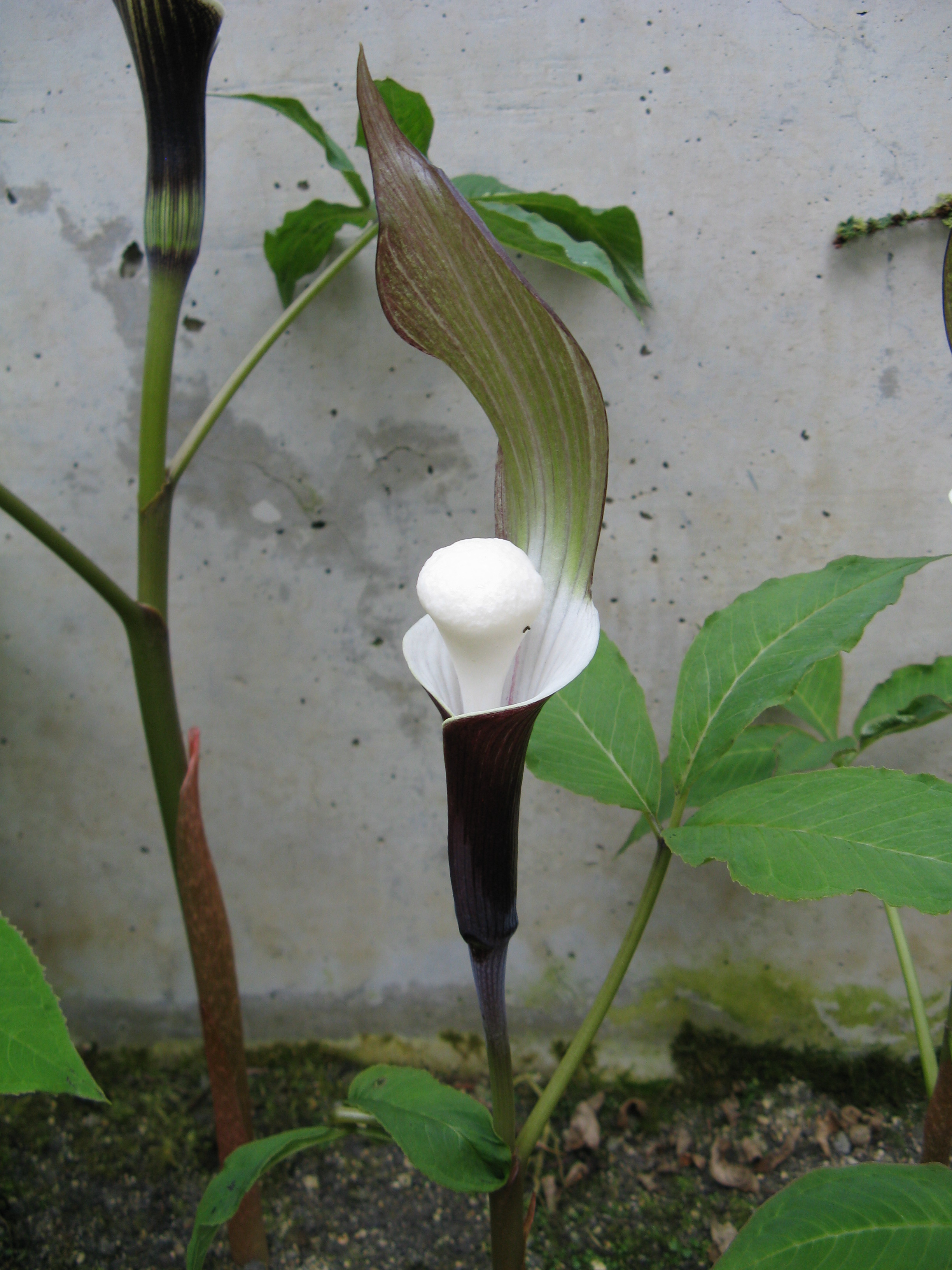
Kvetoucí Arisaema sikokianum

Arizéma (Arisaema) je rod rostlin z čeledi árónovité. Jsou to hlíznaté nebo oddenkaté byliny s dlouze řapíkatými, různě členěnými listy. Květy jsou drobné, seskupené do palice obklopené nápadným toulcem. Rod zahrnuje asi 180 druhů a je rozšířen zejména v Asii, v menší míře i v Africe a Severní Americe. V Evropě není zastoupen. Největší počet druhů roste v jihozápadní Číně a východním Himálaji.
Některé druhy arizém jsou pěstovány jako zajímavé zahradní rostliny. V Asii jsou využívány v tradiční medicíně. Za syrova jsou rostliny jedovaté, hlízy některých druhů jsou však po úpravě jedlé. Arizémy mají zajímavá ekologická přizpůsobení a jsou opylovány zejména drobnými mouchami. Samičí toulce mnohých druhů slouží pro tyto opylovače jako smrtící pasti, z nichž není úniku.

## Popis
Arizémy jsou byliny s podzemní hlízou nebo zkráceným oddenkem. Většina druhů prodělává každoročně období klidu, při němž rostliny zatahují do podzemní hlízy. Hlíza se obvykle každoročně obnovuje a u řady druhů také vytváří v okolí adventivní hlízky. Stálezelené druhy mají naproti tomu vytrvalý oddenek, který se každoročně neobnovuje. Kořeny se vytvářejí na vrcholu hlízy, resp. na uzlinách oddenku. U některých druhů se vyvíjí olistěný nepravý stonek, připomínající lodyhu. Listy jsou dlouze řapíkaté, v počtu 1 až 3, s trojlistou, dlanitou nebo znoženou čepelí. Řapíky jsou tuhé, na povrchu hladké nebo bradavčité, často flekaté. Květenstvím je palice s toulcem a rozvíjí se před olistěním nebo zároveň s listy. Toulec je ve spodní části trubkovitý, v horní části otevřený, u některých druhů na vrcholu protažený v dlouhý přívěsek. Palice je přisedlá, jednopohlavná nebo oboupohlavná se zónou samičích květů ve spodní části a samčími květy nad ní, u některých druhů se zónou sterilních květů na vrcholu nebo vybíhající v dlouhý niťovitý přívěsek. V samčích květech je jednoplodolistový semeník obsahující několik vajíček. Blizna je štítovitá, spočívající na málo zřetelné čnělce. Tyčinky samčích květů jsou po 2 až 6 srostlé do synandria. Plodem jsou červeně zbarvené bobule uspořádané v palicovitém plodenství a obsahující 1 až 6 semen.

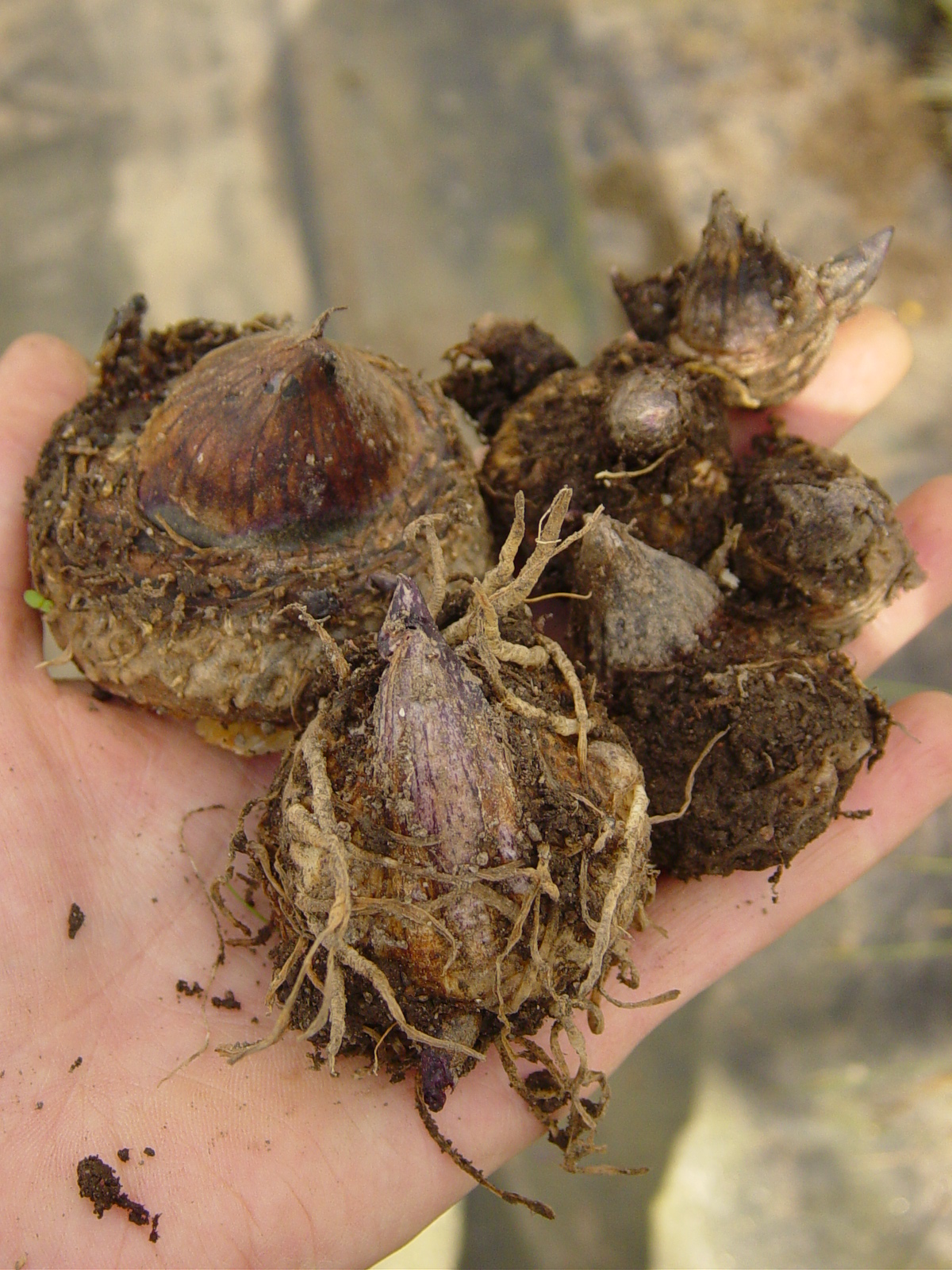
Hlízy Arisaema triphyllum
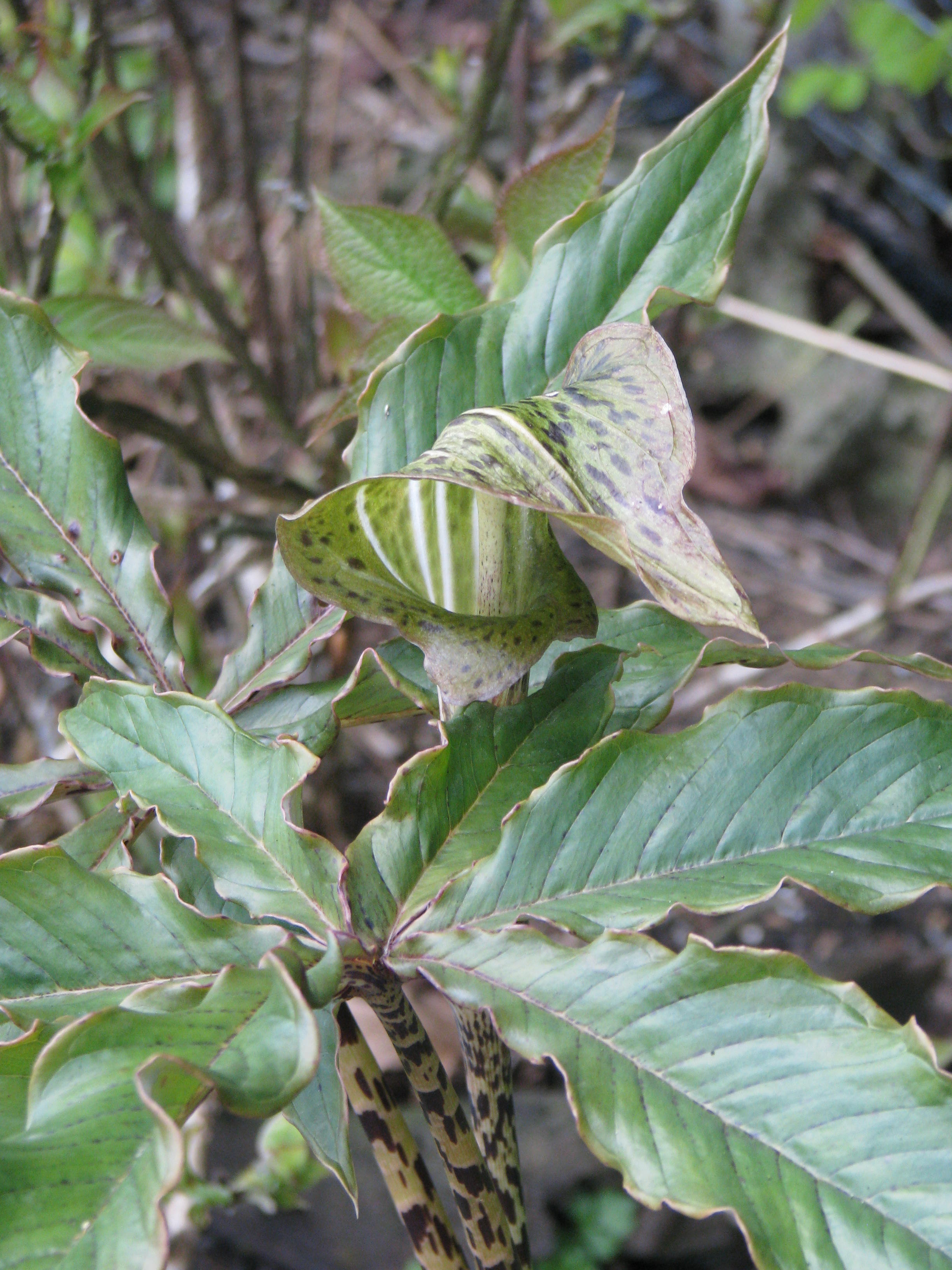
Kvetoucí Arisaema nepenthoides
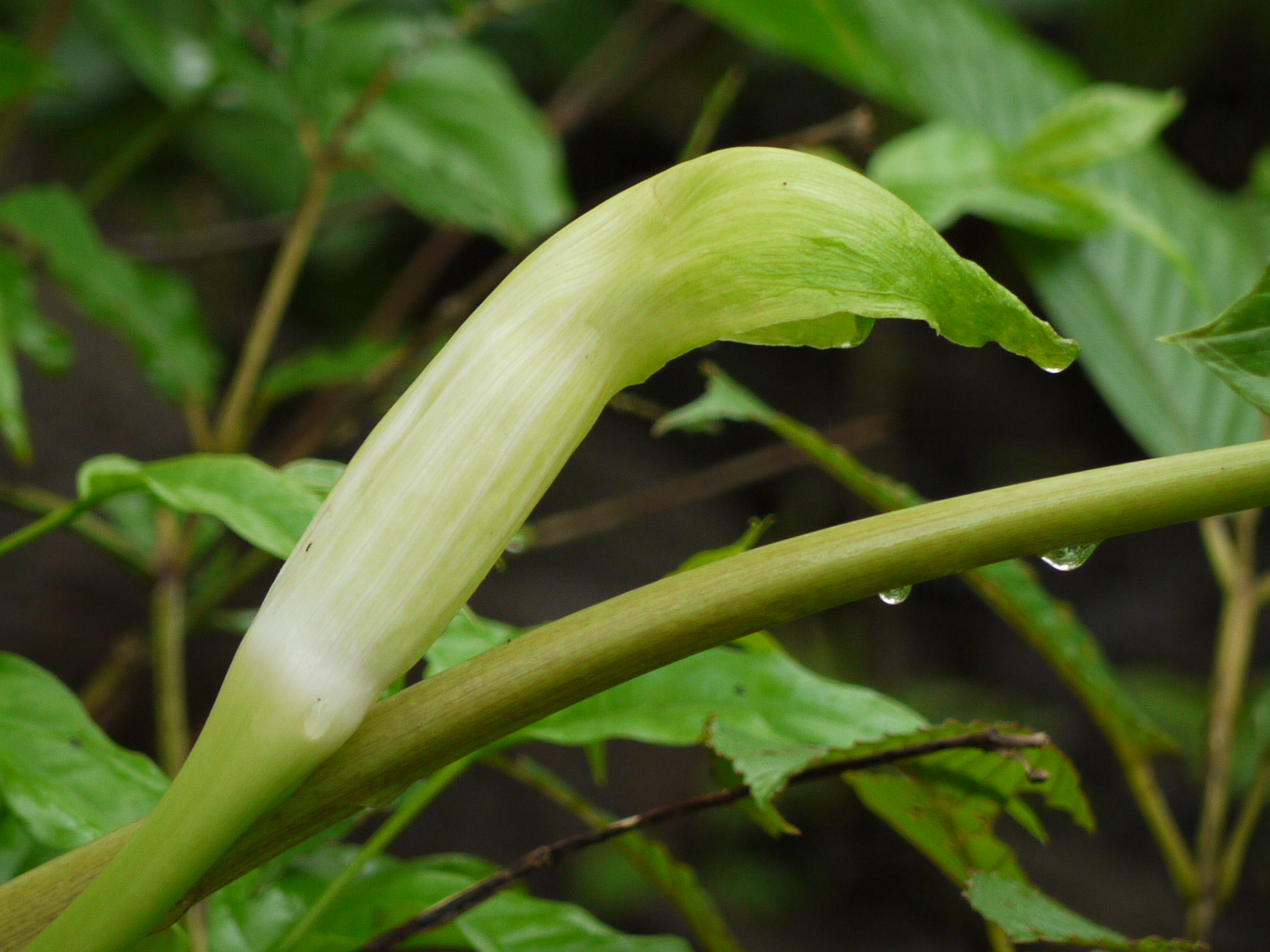
Nenápadné květenství Arisaema tortuosum
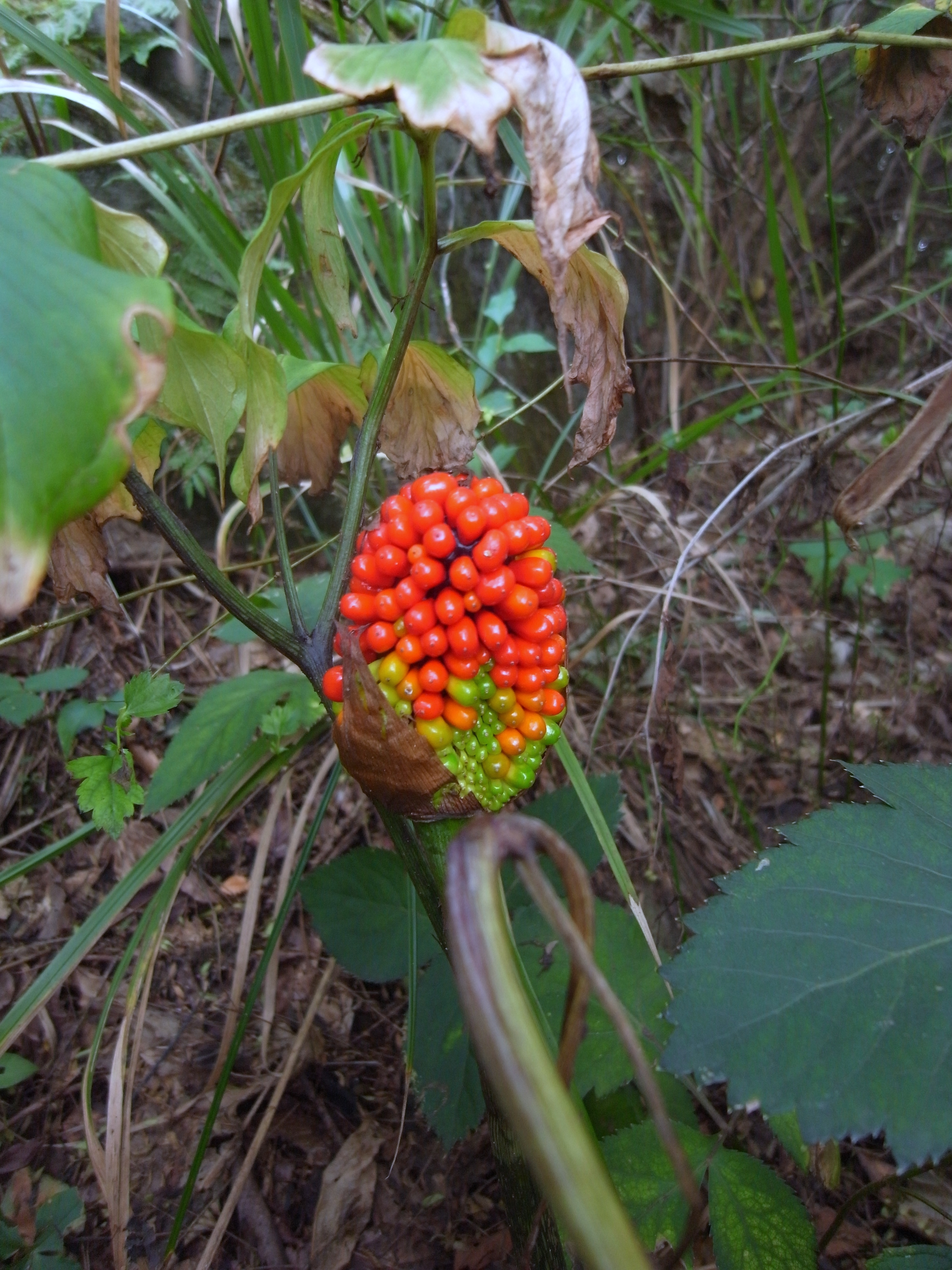
Plodenství Arisaema peninsulae

## Rozšíření
Rod arizéma zahrnuje asi 150 až 180 druhů. Je to třetí největší rod čeledi árónovité a zároveň rod s nejrozsáhlejším areálem výskytu. Je rozšířen v temperátní i tropické Asii, východní Africe, Arábii a východní polovině Severní Ameriky. Centrum druhové diverzity je ve východním Himálaji a jihozápadní Číně. V této oblasti se vyskytuje 92 % všech druhů a je považována za vývojové centrum rodu. Největší počet druhů roste v jihočínském Jün-nanu.
Největší areál má druh Arisaema flavum, rozšířený od severovýchodní Afriky až po jižní Čínu. V Africe roste několik druhů v horách středovýchodní a severovýchodní části kontinentu, navazující arela je v jižní části Arabského poloostrova. V Asii sahá areál rozšíření rodu od Afghánistánu přes Himálaj a Čínu po Japonsko a přes Indočínu po ostrovy jihovýchodní Asie (Jáva, Sumatra, Borneo), na sever dosahuje ve východní Asii až po Amurskou oblast. Izolovaná arela je v jihozápadní Indii a Srí Lance. V USA se vyskytují celkem 3 druhy (Arisaema dracontium, A. quinatum a A. triphyllum), z nichž 2 rostou i v Kanadě. V Mexiku roste pouze endemický druh Arisaema macrospathum.
Arizémy se vyskytují v oblastech s dosti různorodými klimatickými podmínkami, v nadmořských výškách od 0 až po 4000 metrů (Himálaj). Většina druhů roste v podrostu lesů, některé druhy i na otevřených stanovištích, jako jsou louky či lesní okraje. Jen několik druhů vyhledává sušší stanoviště.

## Ekologické interakce
Většina druhů jsou dvoudomé rostliny, což je v rámci árónovitých poměrně zřídkavý jev. Výjimkou je např. Arisaema flavum, která je jednodomá a navíc i samosprašná. U některých druhů byl popsán zajímavý fenomén, kdy se mění pohlaví v průběhu jejich života. Mladá rostlina arizémy trojlisté obsahuje v květenství pouze několik samčích květů. Když rostlina dostatečně zesílí, začíná tvořit výhradně samičí květy. Pokud v průběhu života zeslábne, stává se opět samčí.
Hlavními opylovači květů arizém jsou drobné mouchy zejména z čeledí smutnicovití (Sciaridae) a bedlobytkovití (Mycetophilidae). Tyto mouchy v přírodě vyhledávají k rozmnožování plodnice hub a rostlina je láká vůní a také vzhledem květenství, které často tvarem i barvami houbu připomíná. Vůně nebývá příliš silná a u většiny druhů není příliš příjemná. Je přirovnávána např. k vůni hub, čerstvých mořských ryb, ozonu nebo květů pižmovky mošusové, u některých druhů je nasládlá či ovocná. Tvoří se ve specializovaných žlázkách (tzv. osmoforech), umístěných zejména na vrcholu palice nebo na jejím sterilním přívěsku. U některých druhů je přívěsek velmi protažený, svým koncem spočívá na povrchu půdy a slouží jako přístupová cesta pro lezoucí hmyz. V menší míře květy navštěvují také brouci a třásnokřídlí. Hmyz nalákaný do květenství sklouzne po hladkém vnitřním povrchu, pokrytém voskovými šupinkami, a je lapen v toulci. U některých druhů je v toulci vyvinuta i zóna třásnitých papil, které účinně zabraňují pohybu hmyzu směrem vzhůru z pasti. V samčích květenstvích hmyz konzumuje pyl nashromážděný na dně toulce, a nakonec uniká otvorem ve spodní části květenství. V samičích květenstvích žádný takový otvor není a hmyz zde zůstává zadržen až do svého úhynu. Samičí květenství arizém tak slouží jako pasti, z nichž není úniku.
Květenství arizém jsou v porovnání s jinými zástupci árónovitých poměrně dlouhověká, např. u arizémy trojlisté kvetou po dobu až 35 dní. Na rozdíl od řady jiných zástupců árónovitých u nich nebyla zjištěna termogeneze, tedy aktivní tvorba tepla v toulci.

## Taxonomie
Rod Arisaema je spolu s příbuzným rodem Pinellia řazen do tribu Arisaemateae v rámci podčeledi Aroideae.

## Obsahové látky a jedovatost
Arizémy obsahují podobně jako četné jiné árónovité téměř ve všech pletivech rafidy šťavelanu vápenatého. Při požití může rostlina způsobit podráždění ústní dutiny a zažívacího traktu, projevující se mj. pálením, otoky, sliněním, obtížným polykáním a ztrátou chuti. Prognóza bývá navzdory nepříjemným projevům příznivá. Při vnějším kontaktu pokožky s čerstvými hlízami může dojít ke kožní reakci spojené zejména s pálením a otoky. Některé druhy (např. Arisaema dracontium) obsahují i další toxické substance.

## Zástupci
- arizéma Fargesova (Arisaema fargesii)
- arizéma trojlistá (Arisaema triphyllum)

## Význam

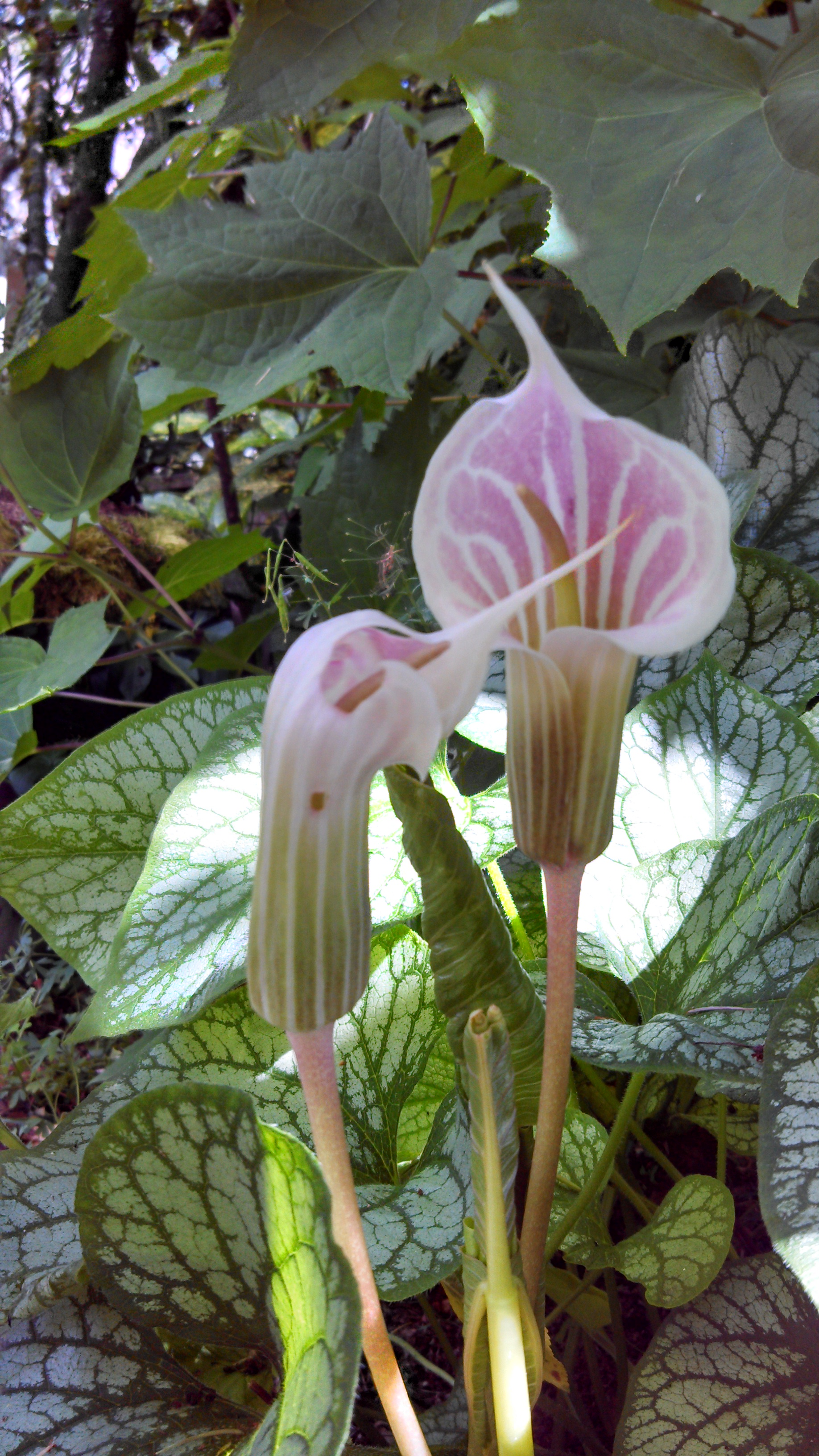
Arisaema candidissimum jako zahradní rostlina

Různé druhy arizém jsou pěstovány jako zajímavé a atraktivní zahradní rostliny. Jedním z nejčastěji pěstovaných druhů je arizéma Fargesova.
Škrobnaté hlízy některých druhů (Arisaema speciosum, A. tortuosum, A. concinnum aj.) jsou jedlé. Zpravidla je nutné je před konzumací upravit, aby se odstranily škodlivé substance (zejm. rafidy šťavelanu vápenatého). Např. hlízy Arisaema curvatum jsou v Indii nejprve zkvašovány mléčným kvašením a až poté vařeny. Po úpravě jsou jedlé i drobné hlízy arizémy trojlisté. Jedním z možných způsobů jejich úpravy je uvaření a následné usušení, jímž se zneškodní rafidy šťavelanu. Poté teprve mohou být rozemlety na mouku.
Řada druhů je využívána v tradiční asijské medicíně. Upravené hlízy slouží k léčení epilepsie, kašle, tetanu a jiných neduhů, případně jako odčervovadlo. Extrakt z hlíz Arisaema tortuosum se v asijské domorodé medicíně používá jako antidotum při hadím uštknutí a k čištění krve, prášek z hlíz při jaterních chorobách a bolestech břicha. Pasta z kořenů A. costatum se používá ve veterinární medicíně k hubení červů v otevřených ranách.

## Pěstování
Ačkoliv arizémy pocházejí z rozličných částí světa, většina druhů má dosti podobné pěstitelské nároky. Některé druhy jsou zimovzdorné i v podmínkách střední Evropy. Lze je s úspěchem vysadit spolu s pěnišníky a jinými vřesovcovitými keři, které mají podobné nároky. Je možno je pěstovat např. spolu s vraním okem, trojčetkami, kandíky, liliemi a noholisty. Arizémám vyhovuje kyselejší půda, ve které prospívají i druhy pocházející z oblastí s bazickým podložím. Vyžadují polostinné stanoviště, na němž jsou chráněny před slunečním úpalem zejména v popoledních hodinách. Některé druhy rostoucí ve smíšených lesích jsou velmi stínomilné, např. A. lobatum, A. elephas, A. sikokianum, A. thunbergii nebo A. kishidae. Řada jiných druhů je o něco světlomilnější, mezi jinými A. consanguineum, A. concinnum a A. speciosum. Zimovzdornost lze podpořit hlubokou výsadbou (v přírodě se hlízy nezřídka nacházejí v hloubce 20 cm i více) a zimním mulčem či jiným krytem. Aby hlízy v zimě vlivem přemokření neshnily, je vhodné je při výsadbě podsypat 2–3 cm vysokou vrstvou hrubého písku. Opadavé druhy vesměs lépe prospívají ve volné půdě než v nádobách, neboť půda má vyrovnanější vlhkost a kořeny zůstávají aktivní ještě dlouho po zatažení rostlin. Aby se rostliny na jaře neprobudily příliš brzy kvůli kolísání teplot, je vhodné je vysadit na místo chráněné před předjarním sluncem. Předčasně vyrašené rostliny lze před mrazem ochránit např. zakrytím plastovým boxem. Řada druhů snese po vyrašení bez většího poškození mráz až −3 °C. Hlízy lze také před zimou vyjmout z půdy, umístit do nádoby s čistou rašelinou a umístit v chladné místnosti jen s minimální zálivkou. Druhy pocházející z tropických oblastí je nutno pěstovat v bezmrazých podmínkách. Některé z nich kvetou v zimním období. Část pěstitelů preferuje pěstování arizém v nádobách, je však třeba pečlivě dbát na přiměřenou zálivku v různých fázích životního cyklu.
Arisaema flavum pochází z aridních oblastí a vyžaduje podobně jako druhy ze skalnatých stanovišť (A. saxatile, A. bathycoleum, A. aridum) sušší a dostatečně slunné stanoviště. Arizémy je vhodné ve vegetační sezóně přihnojovat, osvědčeným hnojivem je např. dobře zetlelý kravský hnůj.
Arizémy vesměs netrpí škůdci ani okusem, nenapadají je ani mšice a slimáci. Občas se objeví houbové onemocnění na listech nebo i toulci.
Hlízy arizém by neměly před výsadbou příliš vyschnout, neboť potom se probouzejí příliš zdlouhavě a snadno podléhají hnilobě. Přesušené hlízy je proto dobré před výsadbou umístit do rašeliny a zalévat jen mírně až do doby dokud nevyraší.